# دمیتری فیلیپوف
دمیتری فیلیپوف (روسی: Дмитрий Рудольфович Филиппов؛ زادهٔ ۱۹ مهٔ ۱۹۶۹) بازیکن هندبال اهل روسیه بود.